# ピエール・ポワブル

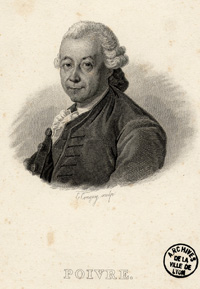
ピエール・ポワブル

ピエール・ポワブル（Pierre Poivre、1719年8月23日 - 1786年1月6日）は、フランスの宣教師、園芸家である。インド洋のフランス領の島での香料の栽培を推進し、フランス語の胡椒の呼び名、ポワヴリエ（Poivrier）の語源となった。

## 生涯
リヨンで生まれた。20代はコーチシナや広州、マカオなど極東に宣教師として働いた。1745年にフランスの東インド会社のメンバーになり東インド諸島の航海の途中で、イギリス船との海戦に巻き込まれ、砲弾の破片を手首に受け、右腕の一部を失った。1760年にインド洋の現在のモーリシャスとレユニオンの監督官となった。この時期、モーリシャスに植物園をつくった。当時オランダが独占していたクローブ（丁子）やナツメグなどの香料の栽培をモーリシャスとレユニオンに導入したことで知られる。オランダの独占を破るために、種子などを東インドから秘密に持ち込ませた。1769年から1770年の間に、香料の採集のための探検旅行を行った。セーシェルでの香料栽培の責任者にもなった。1772年にフランスに戻り、リヨンで没した。
ポワブルの作ったモーリシャスの植物園は現在のパンプルムース植物園として残されている。ポワブルの名はモーリシャスの環礁の名前に残されている。

## 著書
- Voyages d’un philosophe ou observations sur les mœurs et les arts des peuples de l’Afrique, de l’Asie et de l’Amérique.Vorderseite von: Die Abenteuer eines Philosophen. 1769Voyages d'un philosophe, ou observations sur les moeurs et les arts des peuples de l'Afrique, de l'Asie et de l'Amérique. (1768)
- Oeuvres complettes [sic] de P. Poivre: intendant des isles de France et de Bourbon, correspondant de l'accademie des science, etc: précédées de sa vie et accompagnées de notes. Chez Fuchs, (1797)